# De Tafel van Tijs
De Tafel van Tijs was een christelijk opinieprogramma van de Evangelische Omroep (EO) dat in 2016 en 2017 wekelijks op dinsdagavond op de televisiezender NPO 2 werd uitgezonden. Het programma werd gepresenteerd door Tijs van den Brink. In het opinieprogramma gingen christenen en niet-christenen in gesprek over actuele thema's. Invaller was Renze Klamer.

## Format
Het format was dat Van den Brink met een panel van twee christenen en een gast inging op actuele kwesties. De eerste uitzending was op 22 maart 2016 en stond in het teken van de aanslagen in Brussel die op de ochtend van diezelfde dag hadden plaatsgevonden.
Het tweede seizoen was van dinsdag 1 november 2016 tot en met 28 februari 2017, het derde en laatste van 9 november tot en met 21 december 2017 om het in februari 2018 met het nieuwe opinie-programma NieuwLicht te vervangen.